# 至部
至部（）は、漢字を部首により分類したグループの一つ。
康熙字典214部首では133番目に置かれる（6画の16番目、未集の16番目）。

## 概要
至部には「至」を筆画の一部として持つ漢字を分類している。
単独の「至」字はある地点や時点、段階や地位などに到達することを意味する。現代中国語の口語ではもっぱら「到」のみが使われ、「至」は文章語で使われる。引伸して極点に到達すること、最高級であることなどを意味する。また名詞として夏至・冬至の二至を意味する。
字源としては、「至」字は矢がある目標地点に到達した形を象る象形文字である。『説文解字』は、鳥が飛んで高いところから地上に至ることを意味し、大地を表す最下の「一」と下を向いた鳥から構成される会意文字とするが、甲骨文字の形を見ればわかるようにこれは誤った分析である。「至」は意符としては到達することに関する文字に含まれる。

## 部首の通称
- 日本：いたる・いたるへん
- 韓国：이를지부（ireul ji bu、いたる至部）
- 英米：Radical arrive

## 部首字
至
- 中古音
  - 広韻 - 脂利切、至韻、去声
  - 詩韻 - 寘韻、去声
  - 三十六字母 - 照母三等
- 現代音
  - 普通話 - ピンインzhì 注音：ㄓˋ ウェード式：chih4
  - 広東語 - Jyutping:zi3 イェール式:ji3
- 日本語 - 音：至（漢音・呉音） 訓：いたる
- 朝鮮語 - 音：지(ji) 訓：이를（ireul、いたる・およぶ）・지극할（jigeukhal、至極の）・하지（haji、夏至）

## 例字
- 至
- 2:到、3:致（致4）、9:臺（台→口部2）、10:臻